# Санкт-Петербургская улица (Тбилиси)
Санкт-Петербургская улица (груз. სანქტ-პეტერბურგის ქუჩა) — короткая (около 200 м) улица в Тбилиси, в районе Чугурети, проходит параллельно улице Котэ Марджанишвили от проспекта Давида Агмашенебели до улицы Дмитрия Узнадзе.

## История
Современное название дано по городу Санкт-Петербург.
Ещё на рубеже XIX—XX веков на месте района улицы располагались сады. Территория начала интенсивно застраиваться после сооружения Верийского моста (1883, ныне на этом месте возведённый в 1950-е годы мост Галактиона Табидзе) в духе господствовавшего в те годы эклектического стиля.
В начале XX века — небольшой переулок.
В советское время улица называлась Ленинградской.

## Достопримечательности
Застройка улицы организует единый архитектурный ансамбль, представляющий культурную ценность, проблемы сохранения и реставрации которого вызывают тревогу у специалистов и общественности.

## Известные жители
- д. 10 — Евгений Примаков[7]
- д. 13 — Рубен Мамулян (мемориальная доска)[8]